# Fortalesa Dashtadem
La  fortalesa Dashtadem anomenada també castell de Dashtadem (en armeni: Դաշտադեմի ամրոց), és una estructura que es va ser construïda entre els segles X al XIX, situada en la perifèria de la part sud de la població de Dashtadem a la província d'Aragadzotn d'Armènia. A una distància d'uns dos quilòmetres es troba el restaurat Monestir de Sant Cristófol al (en armeni: Սուրբ Քրիստափորի վանք) del segle vii, visible des del castell-fortalesa.

## Descripció
Un recinte emmurallat octogonal envolta la fortalesa, construït a principis del segle xix. Ho formava una línia contínua de vuit baluards amb murs de cortina que tanca unes fortificacions interiors: set baluards poligonals regulars i un bastió semicircular al nord. On es poden apreciar els bastions plenament consten de dues cares i dos costats amb obertures de foc per protegir els murs de cortina i els bastions adjacents, els murs entre els bastions semicirculars estan en angle per protegir-se mútuament. La porta principal es troba en un angle recte format des del costat est del bastió nord.
En la part exterior per sobre de l'arc de la porta d'entrada es troben baixos relleus amb representacions de lleons. Un mur més baix decagonal interior envolta la torrassa de la fortalesa i una capella adjacent del segle x. Cinc dels deu bastions originals semicirculars romanen en peus. La torre de l'homenatge consta de quatre torres semicirculars -probablement del segle XII- que van ser afegides en una data posterior a les fortificacions anteriors armènies del segle x. Per sota d'aquestes torres hi ha grans cisternes i túnels que condueixen a la part superior de la torre de l'homenatge. L'estructura va ser parcialment renovada en els últims anys del segle XX i la capella reconstruïda per complet.
En la paret aquest de la torre de l'homenatge hi ha una inscripció de quan va ser una fortalesa àrab amb cal·ligrafia cúfica de l'any 1174, on s'atribueix l'estructura al sultà Ibn Mahmud (Shahanshah) pertanyent a la dinastia dels Shaddadides i últim emir de Aní.
Fins fa poc, la fortalesa havia estat la llar de pastors locals i les seves famílies. Aquestes persones han estat desplaçades mentre s'han engegat les renovacions.

## Galeria

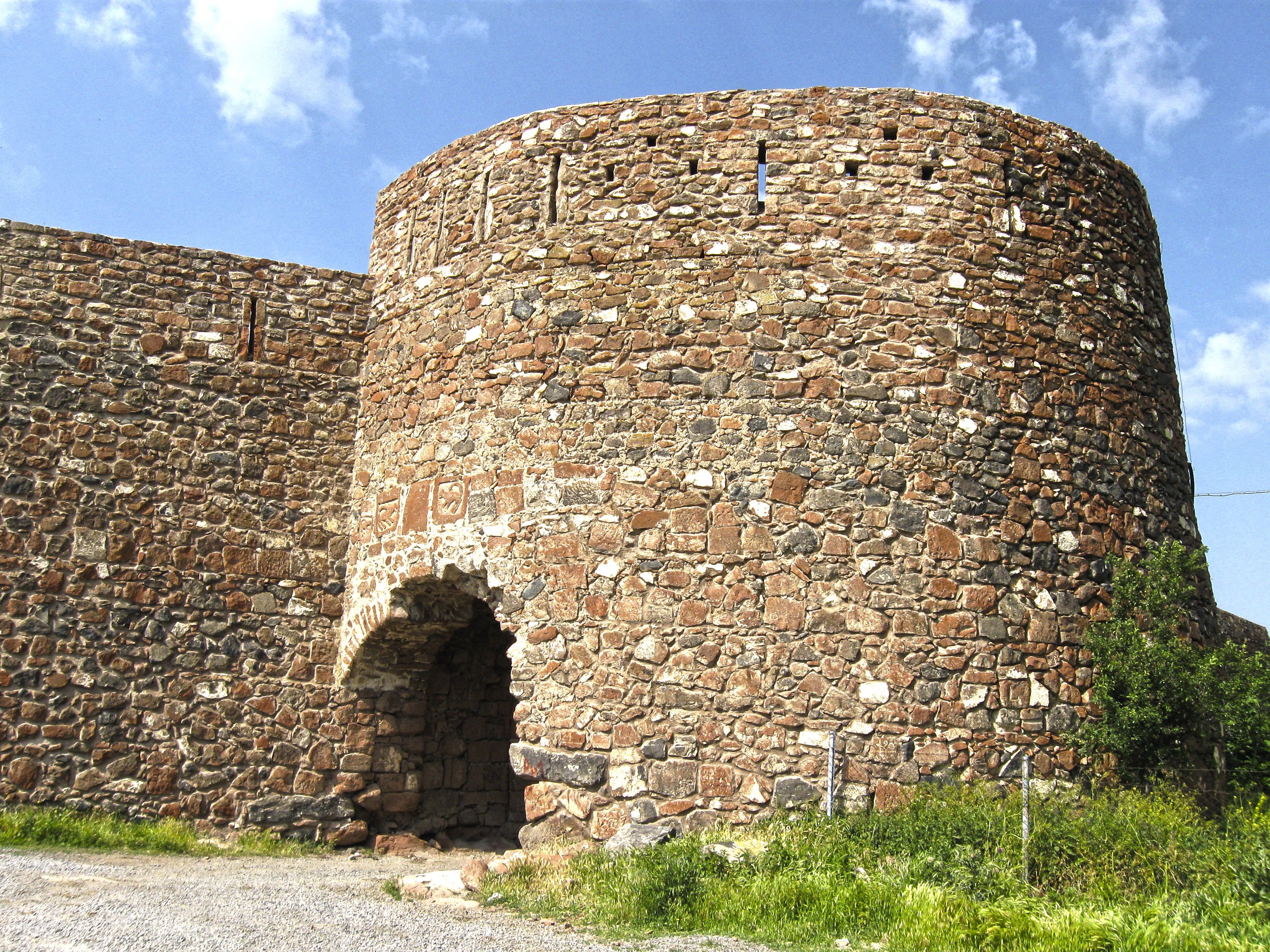
Bastió semicircular nord
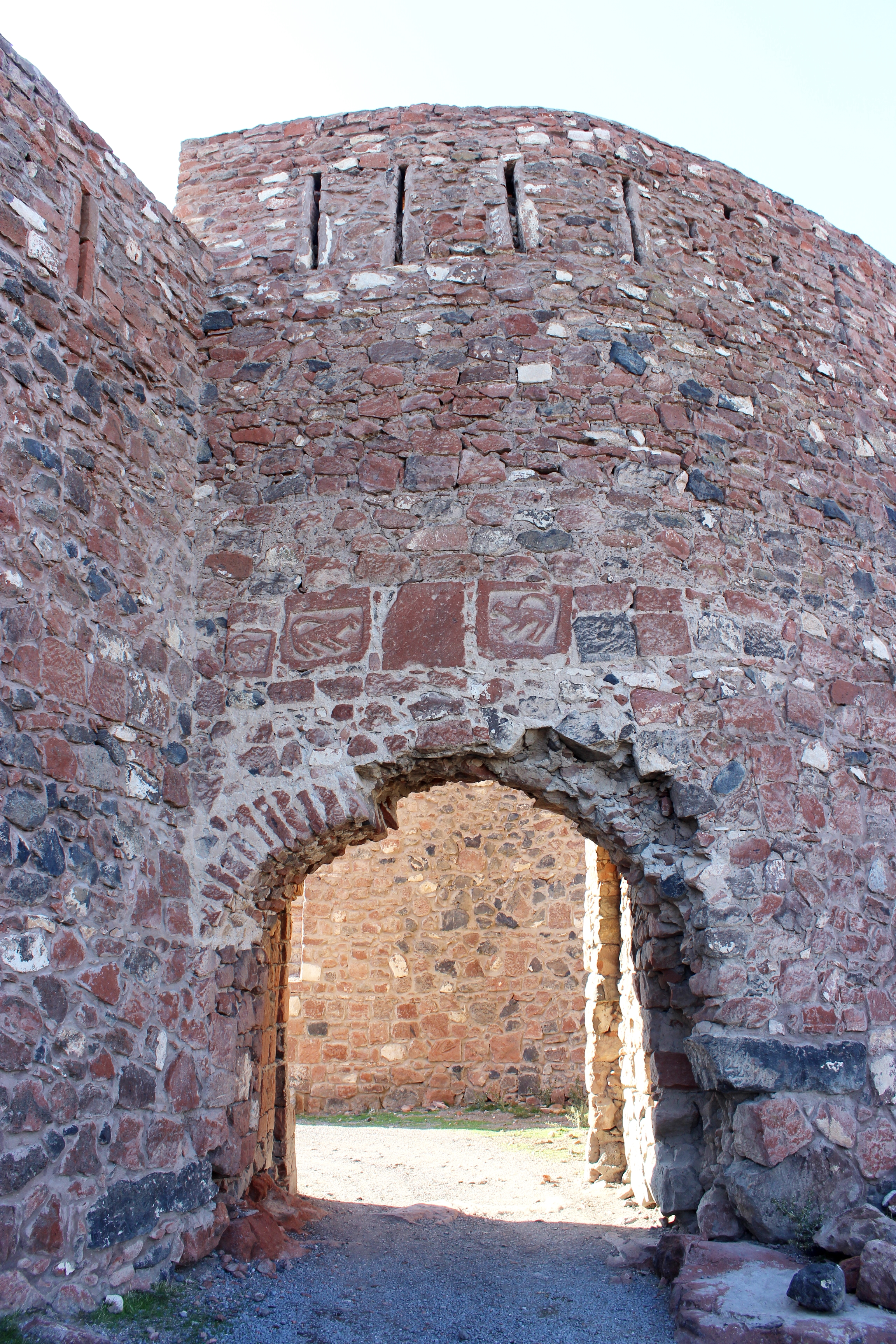
Porta de la fortalesa amb representacions de lleons
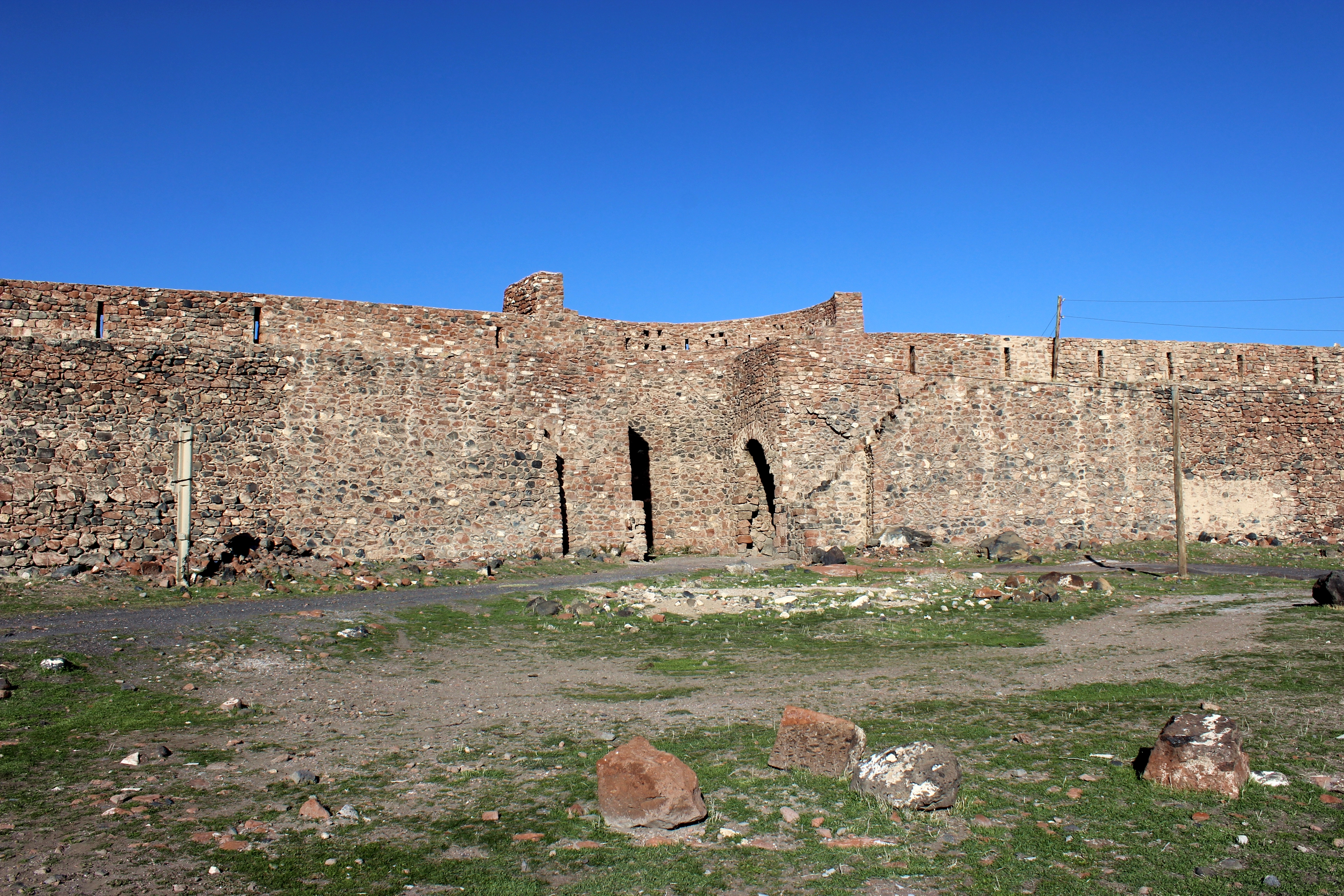
Recinte emmurallat del segle xix
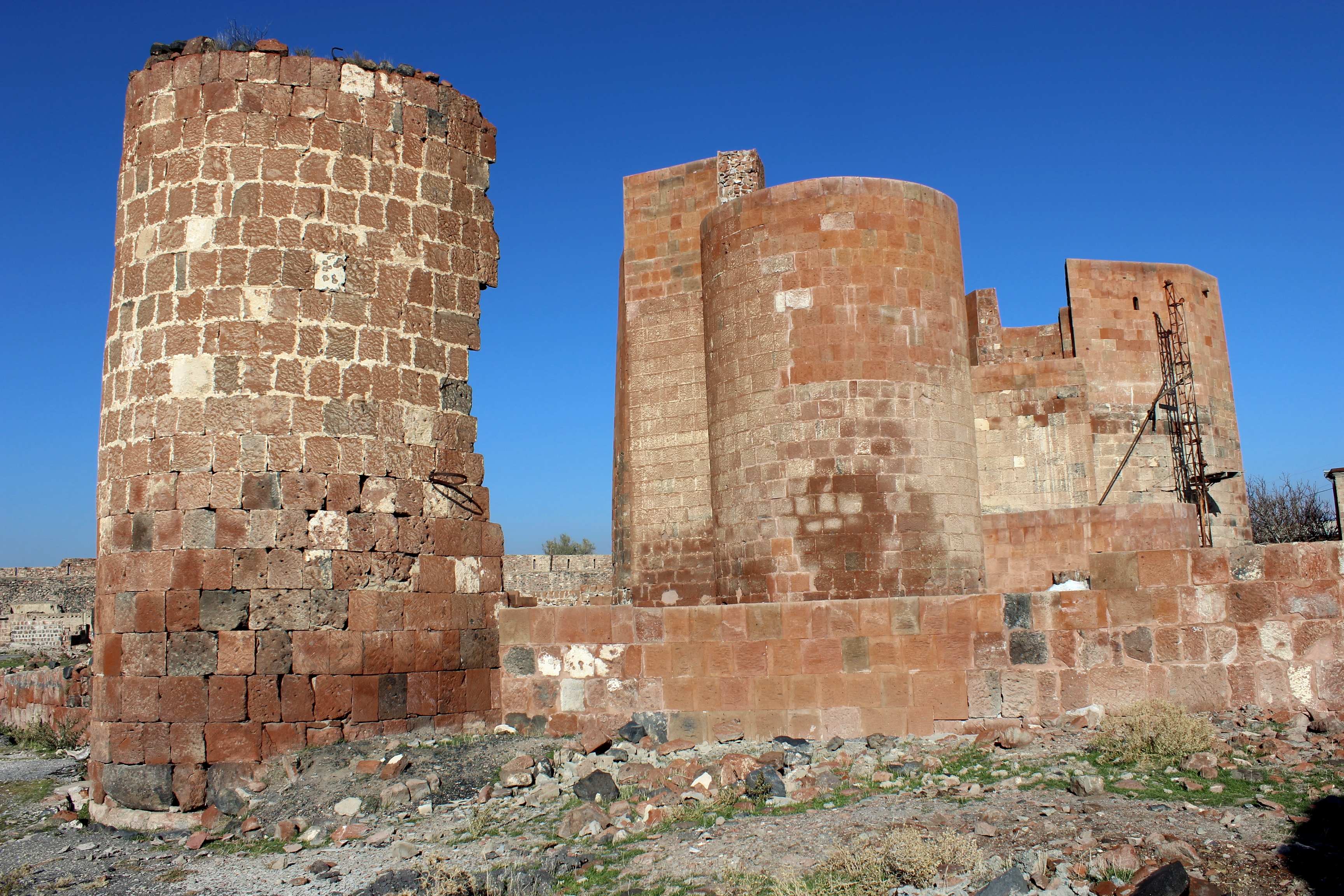
Part interior del recinte
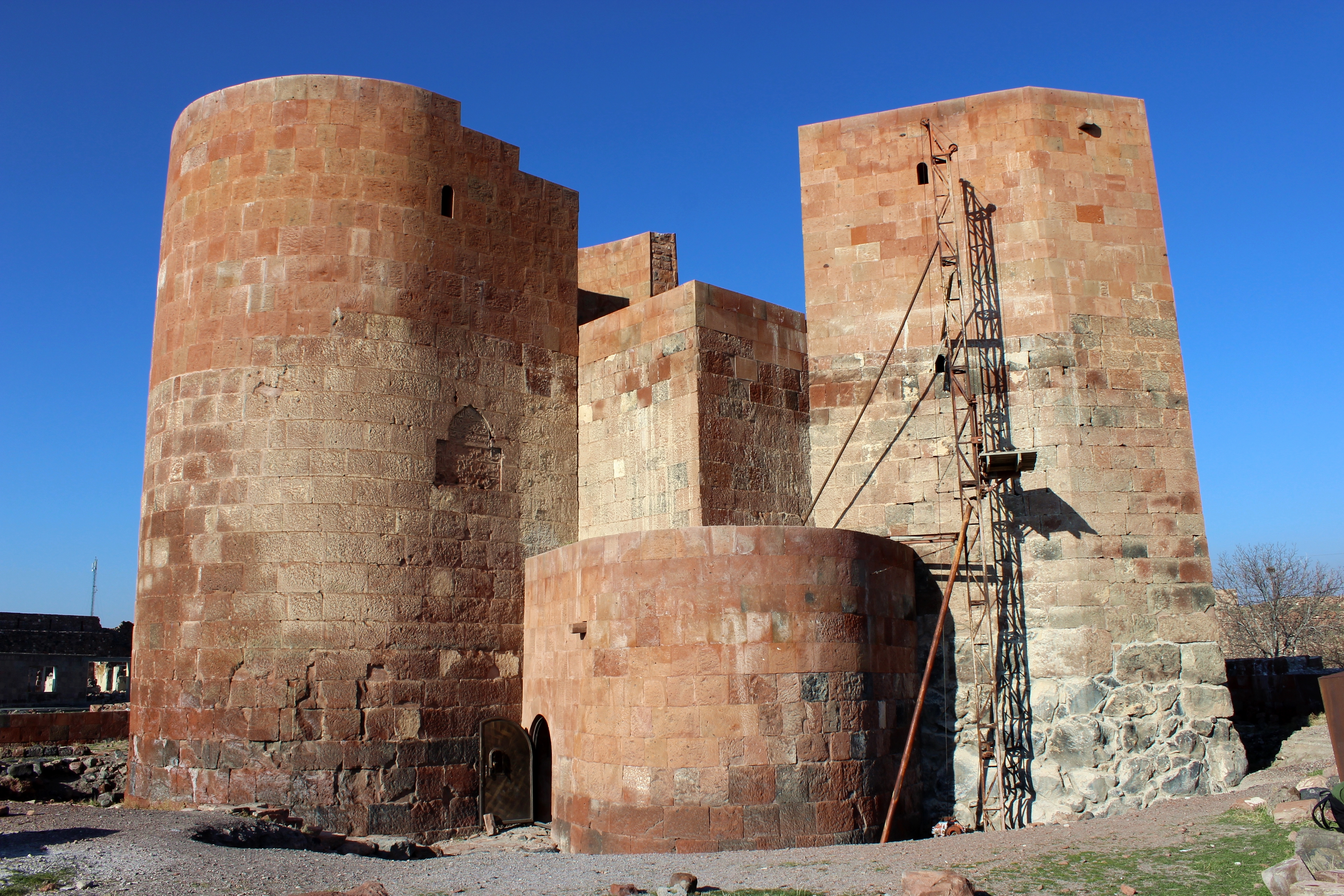
Torre de l'homenatge
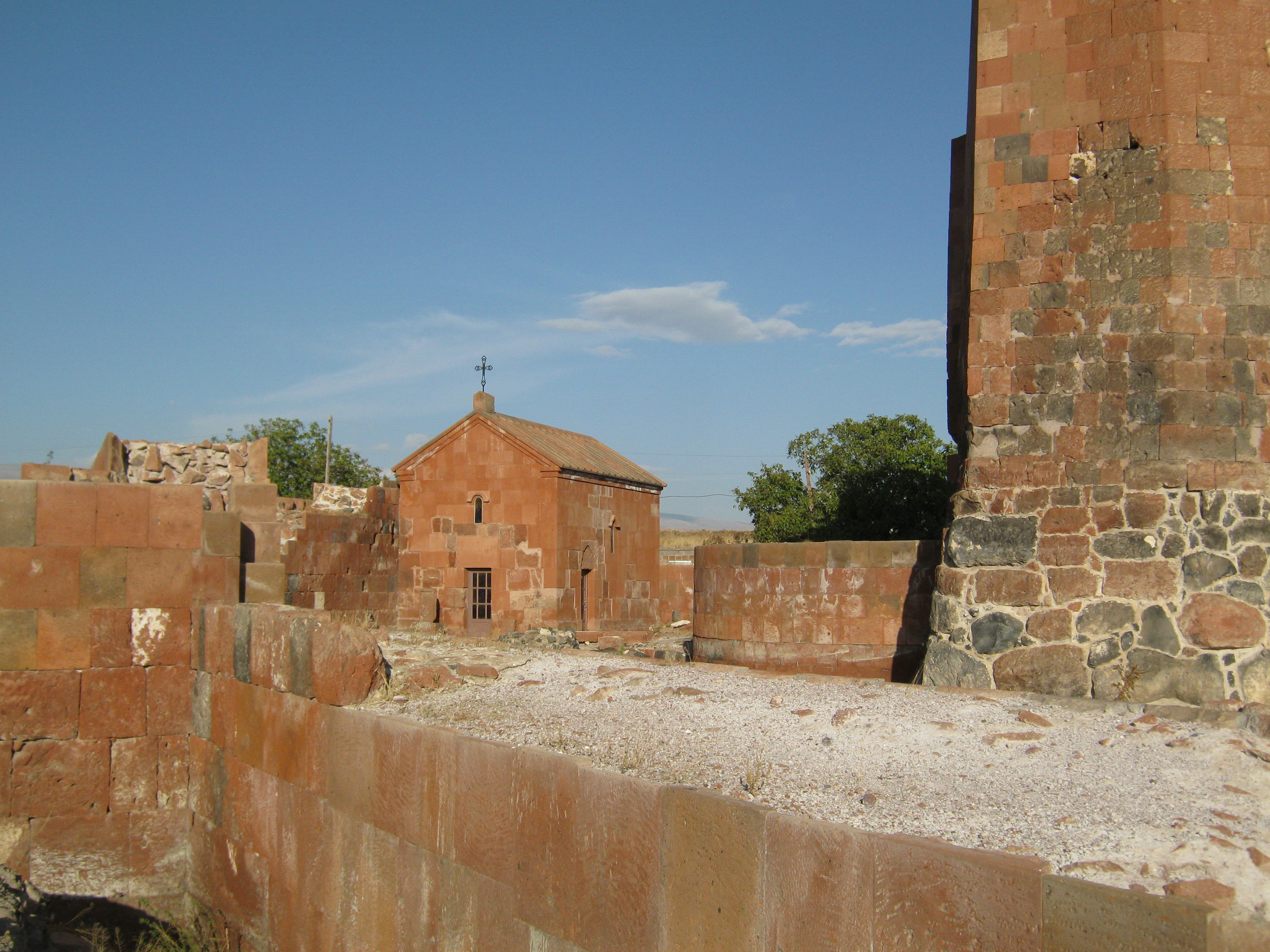
Capella del segle x
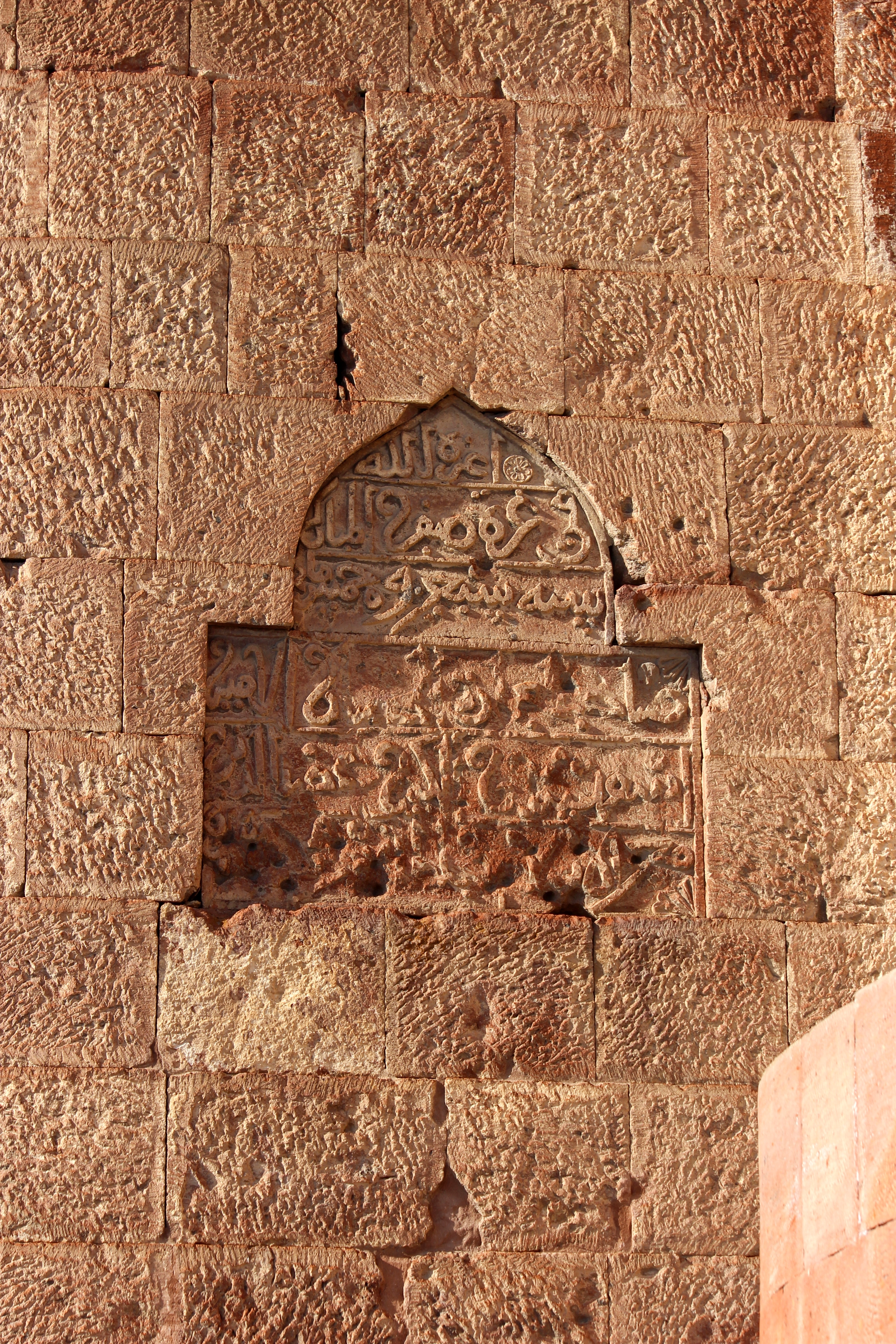
Inscripció àrab del segle XII